# Пустике (Шмарје при Јелшах)
Пустике (словен. Pustike) су насељено место у општини Шмарје при Јелшах, Савињска регија, Словенија.

## Историја
До територијалне реорганизације у Словенији биле су у саставу старе општине Шмарје при Јелшах.

## Становништво
У попису становништва из 2011. године, Пустике су имале 83 становника.
| Број становника према пописима | Број становника према пописима | Број становника према пописима |
| ------------------------------ | ------------------------------ | ------------------------------ |
| 1991                           | 2002                           | 2011                           |
| 97                             | 99                             | 83                             |

Напомена: Године 2016. извршена је мала размена територија између насеља Рогинска Горца и Пристава при Местињу (Подчетртек) и насеља Безговица, Дол при Пристави и Пустике (Шмарје при Јелшах).